# STS-88
La STS-88 fue la primera misión del transbordador espacial a la Estación Espacial Internacional (EEI). El orbitador Endeavour llevó a la estación el primer módulo estadounidense, el nodo Unity.
La misión duró siete días y destaca por el encuentro del nodo Unity de fabricación estadounidense con el bloque de carga funcional, el módulo Zarya, que ya estaba en órbita. También por los tres paseos espaciales para conectar los cables de comunicación y energía entre el nodo y el Zarya. Este, construido por Boeing y la Roscosmos, despegó en un cohete Protón desde el cosmódromo de Baikonur en Kazajistán en noviembre de 1998.
Esta misión STS-88 transportaba otras cargas: la cámara IMAX de la bodega (ICBC), el Satélite Argentino de Aplicación Científica (SAC-A), el MightySat 1 Hitchhiker, el módulo de experimentos espaciales (SEM-07) y el G-093 del programa Getaway Special patrocinado por la Universidad de Míchigan.

## Tripulación
- Robert D. Cabana (4), Comandante
- Frederick W. Sturckow (1), Piloto
- Nancy J. Currie (3), Especialista de la misión 2
- Jerry L. Ross (6), Especialista de la misión 1
- James H. Newman (3), Ph.D, Especialista de la misión 3
- Serguéi Krikaliov (4), Especialista de la misión 4 -  RKA

* Entre paréntesis el número de misiones de cada astronauta incluyendo esta.

### Acoplado a la EEI
- Acoplado: 7 de diciembre de 1998, 02:07:00 UTC
- Desacoplado: 13 de diciembre de 1998, 20:24:30 UTC
- Tiempo acoplado: 6 días, 18 horas, 17 minutos, 30 segundos.

## Actividades extravehiculares
Durante la STS-88 se realizaron tres paseos espaciales (EVA).
|       | Astronautas                   | Inicio (UTC)          | Fin (UTC)             | Duración            | Misión                                    |
| ----- | ----------------------------- | --------------------- | --------------------- | ------------------- | ----------------------------------------- |
| EVA 1 | Jerry L. Ross James H. Newman | 7 de diciembre 22:10  | 8 de diciembre 05:31  | 7 horas, 21 minutos | Inicio de la instalación del Unity.       |
| EVA 2 | Ross Newman                   | 9 de diciembre 20:33  | 10 de diciembre 03:35 | 7 horas, 02 minutos | Continuación de la instalación del Unity. |
| EVA 3 | Ross Newman                   | 12 de diciembre 20:33 | 13 de diciembre 03:32 | 6 horas, 59 minutos | Finalización de la instalación del Unity. |